# Беняківці
Беняковце (словац. Beniakovce) — село в окрузі Кошиці-околиця Кошицького краю Словаччини. Площа села 3,81 км². Станом на 31 грудня 2016 року в селі проживало 707 жителів.

## Історія
Перші згадки про село датуються 1314 роком.

## Населення
| Рік:            | 1994. | 2004.   | 2014.    | 2024.    |
| --------------- | ----- | ------- | -------- | -------- |
| Кількість осіб: | 529   | 558     | 645      | 873      |
| Різниця:        |       | +5,48 % | +15,59 % | +35,34 % |

| Рік:            | 2023. | 2024.   |
| --------------- | ----- | ------- |
| Кількість осіб: | 839   | 873     |
| Різниця:        |       | +4,05 % |